# Workiva
Workiva ist ein Unternehmen für Unternehmenssoftware mit Sitz in Ames, Iowa. Das 2008 entwickelte Hauptprodukt ist Wdesk, eine Cloud-basierte Plattform für Enterprise-Management- und -Überprüfungssoftware, die es Unternehmen ermöglicht, Finanz- und Compliance-Berichte und für die SEC und andere staatliche Regulierungsbehörden zu erstellen und einzureichen. Die Wdesk-Plattform integriert Informationen aus unterschiedlichen Inhaltsformaten, einschließlich Tabellenkalkulationen, Präsentationsdokumenten, E-Mails und anderen unstrukturierten Daten, in einen einzigen Cloud-basierten Bericht. Das Unternehmen beschäftigt rund 1.300 Mitarbeiter und hat Niederlassungen in 16 Städten in den Vereinigten Staaten, Kanada und Europa.

## Geschichte
Workiva Inc. wurde im August 2008 als WebFilings LLC in Kalifornien von sechs Unternehmern gegründet – vier Ingenieuren und zwei Wirtschaftsprüfern, die zuvor als Finanzvorstand der öffentlichen Unternehmen tätig waren. Im Juli 2014 wurde der Name des Unternehmens in Workiva LLC geändert und im September 2014 in eine Gesellschaft mit beschränkter Haftung in Delaware umgewandelt. Fünf der Gründer waren zuvor leitende Angestellte bei Engineering Animation Inc. (EAI), einem 3D-Computeranimationsunternehmen mit Sitz in Ames. EAI wurde im Jahr 2000 von EDS/UGS PLM erworben und ist jetzt ein Geschäftsbereich von Siemens.
Drei der sechs Gründer sind noch bei Workiva aktiv: CEO Martin Vanderploeg, Ph.D. (ehemaliger Professor für Ingenieurwissenschaften an der Iowa State University (ISU) und EAI-Gründer und COO); Jeffrey Trom, Ph.D., CTO (ehemaliger CTO bei EAI); und Joseph Howell, Vizepräsident für strategische Initiativen (ehemaliger CFO mehrerer öffentlicher Unternehmen).
Vanderploeg ist seit 2008 COO und Geschäftsführer von Workiva. Vanderploeg verfügt über mehr als 20 Jahre Erfahrung im Maschinenbau und der Beratung von Start-up-Unternehmen. Vor der Gründung von Workiva im Jahr 2008 war Vanderploeg Gründer von EAI und war von 1993 bis zu dessen Übernahme durch Unigraphics Solutions im Jahr 2000 Executive Vice President der EAI. Vanderploeg war von 1989 bis 1999 CTO von EAI. Nach der Übernahme von EAI Vanderploeg war weiterhin Berater verschiedener Technologie-Start-up-Unternehmen.
WebFilings änderte seinen Namen in Workiva im Juni 2014 und ging im Dezember 2014 an die Börse (NYSE: WK).
Zu den Kunden zählen Amgen, Colgate Palmolive, Chevron und Google.

## Anwendungen
Workivas erstes SaaS-Produkt war SEC-Berichtssoftware, mit der Unternehmen ihre SEC-Hinterlegungen mithilfe eines proprietären Systems für Dokument-Tags und -Links automatisieren können. Die Plattform ermöglichte es Unternehmen außerdem, elektronisch direkt bei der SEC einzureichen, wobei die von der SEC geforderte Business Markup-Sprache XBRL (Extensible Business Reporting Language) verwendet wurde. Ein Workiva-Kunde war das erste Unternehmen, das Inline XBRL bei der SEC eingereicht hatte.

## Niederlassungen
Das Unternehmen hat seinen Hauptsitz in Ames, Iowa, und inländische Büros in Denver, Colorado. Missoula und Bozeman, MT; Chicago, IL; Columbus, GA; Dallas, TX; Miami, Florida; New York, NY; Scottsdale, AZ; Seattle, WA; und internationale Büros in Saskatoon, Saskatchewan, Sault Ste. Marie, Ontario, London, Großbritannien und Amsterdam, NL.

## Erfolge
In einer im Mai 2016 durchgeführten Gartner Magic Quadrant-Analyse der zehn führenden Unternehmen für Performance-Management-Software für Unternehmen im Finanzbereich befand sich Workiva im Leader-Quadranten neben drei anderen: SAP SE, Oracle und BlackLine. In der von Deloitte im Jahr 2015 durchgeführten Technology Fast 500-Umfrage unter den am schnellsten wachsenden Technologieunternehmen in Amerika lag Workiva auf Platz 129 aller Softwareunternehmen. Im Februar 2017 wurde es zusammen 29 anderen Firmen mit dem BIG Innovation Award der Business Intelligence Group, New Jersey, ausgezeichnet.
Workiva wurde bei den APPEALIE SaaS Awards 2018 als eine der besten SaaS-Apps der Welt ausgewählt. Im Jahr 2016 hat das Forbes-Magazin Workiva als eines der 25 am besten öffentlichen Cloud-Computing-Unternehmen bewertet. Workiva wurde auf Platz 4 der Top 10 Best Large Workplaces in Technology des Fortune Magazine 2016 und Platz 6 auf den Top 50 Best Workplaces for Camaraderie des Fortune Magazine.

## Auszeichnungen

### 2019
- Training Top 125 Organizations[24]
- Best Software-Defined Product[25][26]
- RegTech Innovation Award from FinTech Breakthrough[27]
- FORTUNE 100 Best Companies to work for in 2019.[28]
- 2019 Cloud Award Finalist[29]

## Verweise
1. 1 2  Workiva 2018 Annual Report. Workiva, 25. April 2019, abgerufen am 15. Mai 2019.
2. 1 2 3  "Magic Quadrant for Financial Corporate Performance Management Solutions". In: Gartner. Abgerufen am 30. April 2019.
3. ↑  Ventana Research: Workiva Automates Composite Documents with Wdesk. Abgerufen am 30. April 2019 (amerikanisches Englisch).
4. ↑  Sparty S-1. Abgerufen am 30. April 2019.
5. ↑  SEC TENDER OFFER STATEMENT (c57319scto-c.txt). In: SEC.gov. Security and Exchange Commission, 5. September 2000.
6. ↑  Corteva Agriscience Agriculture Division of DowDuPont innovationLEADER of the Year: Workiva – innovationIowa. Abgerufen am 15. Mai 2019 (amerikanisches Englisch).
7. ↑  United States SEC S-1. Abgerufen am 30. April 2019.
8. ↑  Bloomberg - Are you a robot? Abgerufen am 30. April 2019.
9. ↑  Martin J. Vanderploeg Ph.D. - Executive Bio, Work History, and Contacts - Equilar BoardEdge. In: people.equilar.com. Archiviert vom Original (nicht mehr online verfügbar) am 22. März 2019; abgerufen am 30. April 2019.  Info: Der Archivlink wurde automatisch eingesetzt und noch nicht geprüft. Bitte prüfe Original- und Archivlink gemäß Anleitung und entferne dann diesen Hinweis.
10. ↑  Martin Vanderploeg Net Worth (2019) – wallmine.com. Abgerufen am 30. April 2019 (englisch).
11. ↑  WORKIVA OF AMES PLANS INITIAL PUBLIC OFFERING. In: Isupark.org. Iowa State University Research Park Corporation, archiviert vom Original (nicht mehr online verfügbar) am 1. November 2016; abgerufen am 1. Mai 2019.  Info: Der Archivlink wurde automatisch eingesetzt und noch nicht geprüft. Bitte prüfe Original- und Archivlink gemäß Anleitung und entferne dann diesen Hinweis.
12. ↑  WebFilings changes name to Workiva, hones focus on Wdesk platform. 1. Juli 2014, abgerufen am 2. Mai 2019 (amerikanisches Englisch).
13. ↑  Security and Exchange Commission:  Final Rule: Interactive Data to Improve Financial Reporting In: Release Nos. 33-9002; 34-59324; 39-2461, 30. Januar 2009 „Companies will provide their financial statements to the Commission and on their corporate Web sites in interactive data format using the eXtensible Business Reporting Language (XBRL).“
14. ↑   Workiva product first to make Inline XBRL filing with SEC In: Business Record, 6. Juli 2016. Abgerufen am 30. Oktober 2016
15. ↑  Workiva eröffnet Niederlassung in Frankfurt. 30. April 2019, abgerufen am 2. Mai 2019 (englisch).
16. ↑  Business - NYTimes.com. Ehemals im Original (nicht mehr online verfügbar); abgerufen am 2. Mai 2019. (Seite nicht mehr abrufbar. Suche in Webarchiven)
17. ↑  Magic Quadrant for Financial Corporate Performance Management Solutions. Abgerufen am 5. Juni 2019 (englisch).
18. ↑  "Deloitte's 2015 Technology Fast 500". Abgerufen am 1. Mai 2019.
19. ↑  5 Chosen as Chairman’s Choice Among 34 Winners in Annual BIG Innovation Awards. Abgerufen am 2. Mai 2019 (amerikanisches Englisch).
20. ↑  2018 SaaS Awards - APPEALIE Honors 23 SaaS Apps. In: APPEALIE Awards. 18. Dezember 2018, abgerufen am 2. Mai 2019 (amerikanisches Englisch).
21. ↑  Alex Konrad: These Are The Top-Rated Public Cloud Companies To Work For According To Glassdoor. Abgerufen am 2. Mai 2019 (englisch).
22. ↑  30 Best Workplaces in Tech. In: Fortune. 26. Januar 2016, abgerufen am 5. Juni 2019 (englisch).
23. ↑  50 Best Workplaces for Camaraderie. In: Fortune. 22. Dezember 2015, abgerufen am 5. Juni 2019 (englisch).
24. ↑  Lorri Freifeld: Training magazine Ranks 2018 Training Top 125 Organizations. In: Training Magazine. 13. Februar 2018, abgerufen am 2. April 2019 (englisch).
25. ↑  DevOps Excellence Awards 2019 - And the winners are... | Computing. In: http://www.computing.co.uk/. 20. März 2019, abgerufen am 2. April 2019 (englisch).
26. ↑  DevOps Excellence Awards 2019. In: events.computing.co.uk. Abgerufen am 2. April 2019 (amerikanisches Englisch).
27. ↑  – FinTech Breakthrough Awards. Archiviert vom Original am 5. April 2019; abgerufen am 5. April 2019 (amerikanisches Englisch).  Info: Der Archivlink wurde automatisch eingesetzt und noch nicht geprüft. Bitte prüfe Original- und Archivlink gemäß Anleitung und entferne dann diesen Hinweis.
28. ↑  2019 Fortune 100 Best Companies to Work For®. In: Great Place To Work United States. Abgerufen am 5. April 2019 (britisches Englisch).
29. ↑  112nj: Homepage. In: The Cloud Computing & SaaS Awards 2016. Abgerufen am 9. April 2019 (amerikanisches Englisch).